# Рейнертон (Пенсільванія)
Рейнертон (англ. Reinerton) — переписна місцевість (CDP) в США, в окрузі Скайлкілл штату Пенсільванія. Населення — 456 осіб (2020).

## Географія
Рейнертон розташований за координатами 40°35′29″ пн. ш. 76°32′9″ зх. д. / 40.59139° пн. ш. 76.53583° зх. д. (40.591390, -76.535879).  За даними Бюро перепису населення США в 2010 році переписна місцевість мала площу 1,20 км², уся площа — суходіл.

## Демографія
Згідно з переписом 2010 року, у переписній місцевості мешкали 424 особи в 180 домогосподарствах у складі 119 родин. Густота населення становила 353 особи/км².  Було 199 помешкань (165/км²).
Расовий склад населення:
| - 95,8 % — білих - 1,9 % — чорних або афроамериканців - 1,2 % — азіатів - 0,9 % — корінних американців |

До двох чи більше рас належало 0,2 %. Частка іспаномовних становила 0,5 % від усіх жителів.
За віковим діапазоном населення розподілялося таким чином: 20,5 % — особи молодші 18 років, 58,0 % — особи у віці 18—64 років, 21,5 % — особи у віці 65 років та старші. Медіана віку мешканця становила 43,8 року. На 100 осіб жіночої статі у переписній місцевості припадало 98,1 чоловіків;  на 100 жінок у віці від 18 років та старших — 91,5 чоловіків також старших 18 років.
Середній дохід на одне домашнє господарство  становив 79 652 долари США (медіана — 50 938), а середній дохід на одну сім'ю — 87 577 доларів (медіана — 47 500). За межею бідності перебувало 10,8 % осіб, у тому числі 17,5 % дітей у віці до 18 років та 0,0 % осіб у віці 65 років та старших.
Цивільне працевлаштоване населення становило 169 осіб. Основні галузі зайнятості: освіта, охорона здоров'я та соціальна допомога — 37,3 %, виробництво — 14,8 %, науковці, спеціалісти, менеджери — 8,9 %, будівництво — 8,9 %.